# Lista de títulos nobiliárquicos estrangeiros concedidos a portugueses
Esta é uma lista de títulos nobiliárquicos estrangeiros concedidos a portugueses:

## Aragão
| Brasão | Título        | Data de criação                                         | Primeiro titular                                         | Tipo             | Actual titular |
|        | Rei de Aragão | 1035 - Criação 1463 - Aclamação do 1º e único português | D. Pedro de Coimbra, Rei de Aragão e Infante de Portugal | real hereditário | extinto        |

## Áustria
| Brasão | Título                    | Data de criação | Primeiro titular                 | Tipo        | Actual titular                                                          |
|        | Conde de Saldanha da Gama | Século XX       | D. José Luís de Saldanha da Gama | hereditário | D. Vasco Miguel Maria de Saldanha da Gama, 3º Conde de Saldanha da Gama |

## Brasil
| Brasão | Título                       | Data de criação | Primeiro titular                                                         | Tipo    | Actual titular |
|        | Marquês de Maceió            | Século XIX      | D. Francisco António de Meneses de Sousa Coutinho                        | em vida | extinto        |
|        | Visconde de Maceió           | Século XIX      | D. Francisco António de Meneses de Sousa Coutinho                        | em vida | extinto        |
|        | Marquês da Cunha             | Século XIX      | D. Francisco da Costa de Sousa de Macedo                                 | em vida | extinto        |
|        | Visconde da Cunha            | Século XIX      | D. Francisco da Costa de Sousa de Macedo                                 | em vida | extinto        |
|        | Marquês de Resende           | Século XIX      | António Teles da Silva Caminha e Meneses                                 | em vida | extinto        |
|        | Visconde de Resende          | Século XIX      | António Teles da Silva Caminha e Meneses                                 | em vida | extinto        |
|        | Marquês de São João de Palma | Século XIX      | D. Francisco de Assis Mascarenhas, 6.º Conde da Palma (título português) | em vida | extinto        |
|        | Barão de Alto Mearim         | Século XIX      | José João Martins de Pinho, 1º Conde de Alto Mearim (título português)   | em vida | extinto        |
|        | Barão de Salgado Zenha       | Século XIX      | Manuel Salgado Zenha, 1º Barão de Salgado Zenha (título português)       | em vida | extinto        |

## Espanha
| Brasão                           | Título                                                                                 | Data de criação                                                          | Primeiro titular | Tipo                                                                           | Actual titular |
|                                  | Duque de Abrantes                                                                      | 23 de Março de 1642                                                      | D. Afonso de Lancastre, 1º Marquês de Porto Seguro (título português) e 1º Marquês do Sardoal (título espanhol)                                                                                  | em vida (sempre renovado até à actualidade)                                    | José Manuel de Zuleta y Alejandro, 15º Duque de Abrantes e 3º Marquês do Sardoal (títulos espanhóis) |
|                                  | Duque de Valência de Campos                                                            | 1387                                                                     | D. João de Portugal, Infante de Portugal (filho do Rei D. Pedro I de Portugal e D. Inês de Castro)                                                                                               | em vida (renovado 1 vez no 3º Conde de Valência de Don Juan - título espanhol) | extinto |
|                                  | Marquês de Basto                                                                       | Século XVII                                                              | Duarte de Albuquerque Coelho, 1º Conde de Pernambuco (título espanhol) e 4º Senhor da Capitania de Pernambuco (título português)                                                                 | em vida                                                                        | extinto |
| Armas dos Marqueses de Frechilla | Marquês de Frechilla                                                                   | Século XVII                                                              | D. Duarte de Portugal (2º filho varão de D. João I, 6º Duque de Bragança) | em vida (renovado 1 vez)                                                       | extinto |
|                                  | Marquês de Mendia                                                                      | 7 de Agosto de 1913 (autorizado o uso em Portugal em 30 de Maio de 1954) | Eugénio de Mendia y Cunha Matos, 1º Conde de Mendia (título português) | em vida (renovado nos 3º e 4º Condes de Mendia)                                | Eduardo Guedes de Queirós de Mendia, 3º Marquês de Mendia (título espanhol) e 4º Conde de Mendia (título português) |
|                                  | Marquês do Sardoal                                                                     | 23 de Março de 1642                                                      | D. Afonso de Lancastre, 1º Duque de Abrantes (título espanhol) e 1º Marquês de Porto Seguro (título português)                                                                                   | em vida (renovado por 2 vezes)                                                 | José Manuel de Zuleta y Alejandro, 15º Duque de Abrantes e 3º Marquês do Sardoal (títulos espanhóis) |
|                                  | Marquês de Soydos                                                                      | 1 de Novembro de 1785                                                    | Jerónimo António Pereira Coutinho Pacheco de Vilhena e Brito, 1º Visconde de Santo António (título espanhol)                                                                                     | em vida (renovado)                                                             | extinto |
|                                  | Marquês de Trancoso                                                                    | 1653                                                                     | D. Luís Guilherme de Portugal | em vida (renovado)                                                             | extinto |
|                                  | Marquês de Pereira Coutinho                                                            | 7 de Abril de 2011                                                       | Vasco Manuel de Quevedo Pereira Coutinho | juro e herdade                                                                 | Vasco Manuel de Quevedo Pereira Coutinho, 1º Marquês de Pereira Coutinho |
|                                  | Conde de Armamar                                                                       | 9 de Maio de 1639 em Madrid                                              | Rui de Matos de Noronha | Juro e Herdade                                                                 | Dona Maria Manuela Botelho de Moraes Sarmento, 12º Conde de Armamar e 11º Guarda Mor do Sal de Setúbal ( Juro e Herdade ) |
|                                  | Conde de Palma                                                                         | 30 de Março de 1654                                                      | D. António Mascarenhas da Costa (filho herdeiro de D. Nuno Mascarenhas, Senhor de Palma) | juro e herdade                                                                 | D. José Luís de Andrade de Vasconcelos e Sousa, 3º Marquês de Santa Iria (título português), 13º Conde de Palma (título espanhol), 12º Conde de Sabugal (título português), 11º Conde de Óbidos (título português) e 5º Conde de Alva (título português) |
|                                  | Conde de Pernambuco                                                                    | Século XVII                                                              | Duarte de Albuquerque Coelho, 4º Senhor da Capitania de Pernambuco (título português) e depois 1º Marquês de Basto (título espanhol)                                                             | em vida                                                                        | extinto |
|                                  | Conde de Sandim                                                                        | Século XVII                                                              | D. Fernando Alexandre de Portugal, 2º Marquês de Trancoso (título espanhol) | em vida (renovado 1 vez)                                                       | extinto |
|                                  | Conde de Valência de Don Juan (anteriormente designado de Conde de Valência de Campos) | Século XIV                                                               | Martim Vasques da Cunha, marido de D. Maria de Portugal, 1ª Senhora de Valência de Campos (filha de D. João de Portugal, Infante de Portugal e 1º Duque de Valência de Campos - título espanhol) | juro e herdade                                                                 | Jaime Travesedo y García Sancho, 27º Conde de Valência de Don Juan |
|                                  | Visconde de Santo António do Cartaxo                                                   | Século XVIII                                                             | Jerónimo António Pereira Coutinho Pacheco de Vilhena e Brito, 1º Marquês de Soydos (título espanhol)                                                                                             | em vida (renovado por 5 vezes)                                                 | extinto |

## Inglaterra
| Brasão | Título             | Data de criação     | Primeiro titular           | Tipo           | Actual titular                                     |
|        | Conde de Avranches | 4 de Agosto de 1445 | D. Álvaro Vaz de Almada    | juro e herdade | D. Lourenço José de Almada, 21º Conde de Avranches |
|        | Barão de Mullingar | 28 de Junho de 1661 | António de Sousa de Macedo | juro e herdade | extinto                                            |

## Itália
| Brasão | Título                        | Data de criação                            | Primeiro titular                                                                      | Tipo           | Actual titular                                                        |
|        | Conde de Sanfré (Piemonte)    | Século XVIII                               | D. Alexandre de Sousa Holstein (pai do 1.º Duque de Palmela)                          | juro e herdade | extinto                                                               |
|        | Conde de Bobone               | 8 de Outubro de 1852                       | Gerolamo (Jerónimo) Bobone, 1º Cavaleiro de Bobone e 1º Barão de Bobone               | juro e herdade | Carlos Lourenço do Carmo da Camara Bobone, 6º Conde de Bobone         |
|        | Conde de Ferreira de Oliveira | Século XX                                  | João Ferreira de Oliveira                                                             | juro e herdade | Nuno Boullosa Contreras de Oliveira, 3º Conde de Ferreira de Oliveira |
|        | Conde de Vialonga             | 31 de Março de 1911 por Victor Emanuel III | General João de Benjamim Pinto, 1ºConde de Vialonga em Portugal (21 de Abril de 1903) | juro e herdade | Gastão de Benjamim Pinto, 2º Conde de Vialonga                        |

## França
| Brasão | Título           | Data de criação | Primeiro titular                               | Tipo           | Actual titular                                |
|        | Marquis de Sovré | 1659, Luis XIV  | Gaspar de Faria Severim, Secretário das Merçês | juro e herdade | tinto. Representado pelo Conde de Vila Flor.x |

## Santa Sé
| Brasão | Título                       | Data de criação                                | Primeiro titular                                                                                       | Tipo                           | Actual titular                                                                                             |
|        | Príncipe da Igreja           | 1303 - Criação 1409 - Nomeação do 1º português | Cardeal D. Pedro da Fonseca                                                                            | em vida                        | D. José Saraiva Martins D. Manuel Monteiro de Castro D. Manuel Clemente D. António Marto D. Américo Aguiar |
|        | Marquês de Faria             | Século XIX                                     | António Cândido de Portugal de Faria, 2º Visconde de Faria (título português)                          | em vida                        | extinto |
|        | Conde de Portugal de Faria   | Século XIX                                     | Maria Helena de Portugal de Faria (filha de Augusto de Faria, 1º Visconde de Faria - título português) | em vida                        | extinto |
|        | Conde de Gonçalves Pereira   | Papa Bento XV Século XX                        | Manuel Carlos Gonçalves Pereira                                                                        | em vida                        | extinto |
|        | Conde Ferreira de Riba d'Ave | Século XX                                      | Raúl Ferreira de Riba d'Ave                                                                            | em vida (renovado por 2 vezes) | Raúl José Jordans Ferreira de Riba d'Ave, 3.º Conde Ferreira de Riba d'Ave                                 |
|        | Conde de Barros              | Papa Leão XIII 5 de Setembro de 1893           | Estevão de Sousa Barros                                                                                | em vida                        | extinto (1936)                                                                                             |